# Østre Anlæg
Østre Anlæg est un jardin public dans la ville de Copenhague au Danemark. Cet espace faisait partie à l'origine des anciennes fortifications de la ville. Le parc de Østre Anlæg a été conçu par le paysagiste H.A. Flindt qui a également conçu le Ørstedsparken et le Botanisk Have. Le parc se situe entre le Statens Museum for Kunst au sud et le Oslo Plads au nord.